# Heriaeus oblongus
Heriaeus oblongus es una especie de araña cangrejo del género Heriaeus, familia Thomisidae. Fue descrita científicamente por Simon en 1918.

## Distribución
Esta especie se encuentra en Europa, Cáucaso y Rusia (Europa) hasta Asia Central.